# Terrerola cuabarrada
La terrerola cuabarrada (Ammomanes cinctura), o terrolot cuabarrat a l'àmbit balear, és un moixó de la família dels alàudids (Alaudidae) que habita zones àrides d'Àfrica i Àsia.

## Morfologia
- Fa uns 15 cm de llargària, amb una envergadura de 25 - 29 cm i un pes de 14 -23 g.
- Color general de sorra amb el ventre blanc. La cua acaba en una banda negra. També són negres les puntes de les primàries.
- Bec curt de color clar i potes llargues i pàl·lides.

## Hàbitat i distribució
Espècie adaptada a la vida al desert, a les illes de Cap Verd, i el Sàhara, des de Mauritània i Marroc fins a Egipte, nord i centre del Sudan, Mali, Níger i Txad, el desert d'Aràbia fins al Iemen, nord d'Iraq, centre i est de l'Iran, sud de l'Afganistan i sud del Pakistan. Si bé és una espècie principalment sedentària, ocasionalment ha arribat algun exemplar al sud d'Europa. Als Països Catalans se l'ha vist en contades ocasions.

## Reproducció

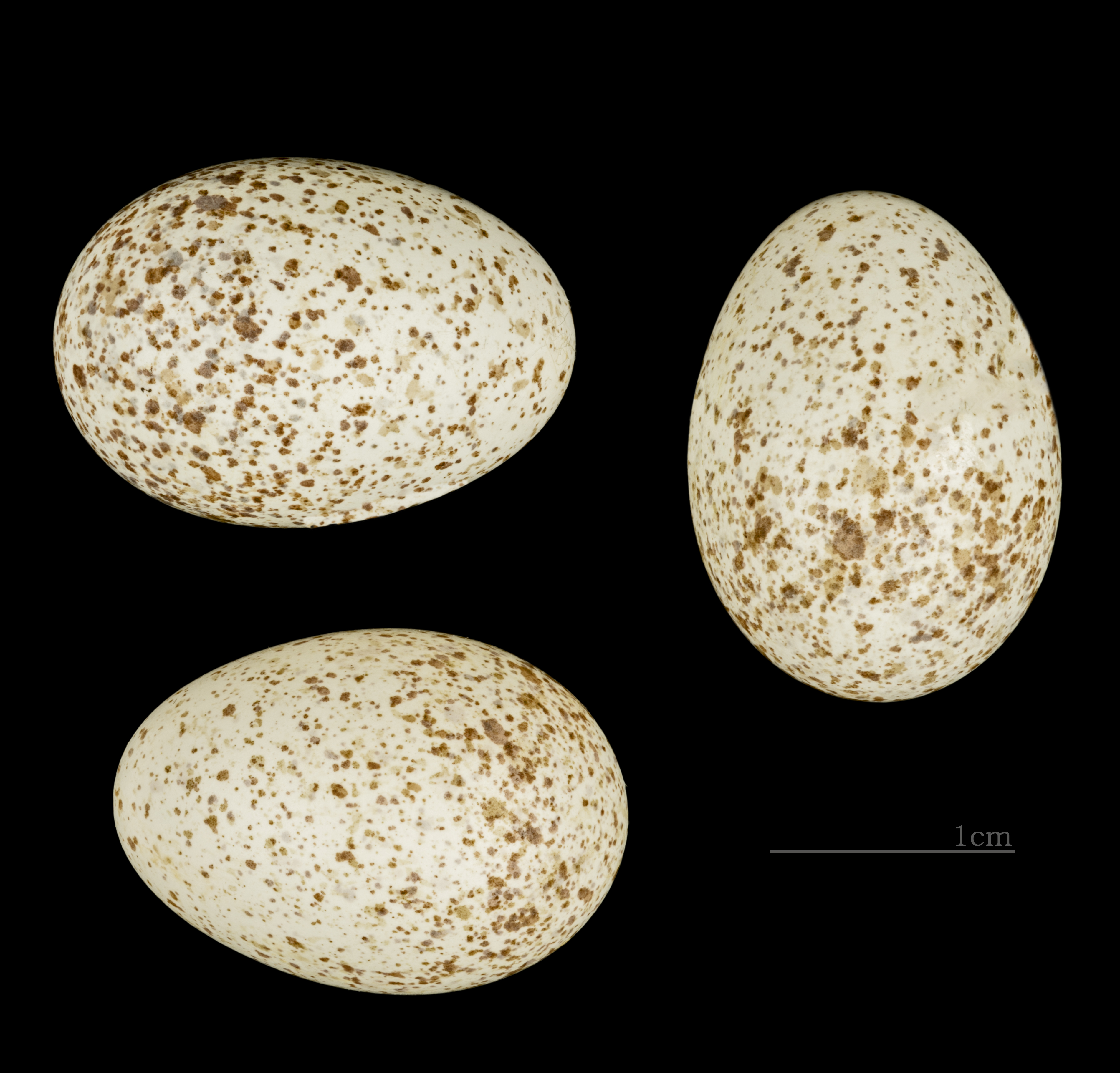
Ammomanes cincturus arenicolor

Fa els nius a terra, al costat de monticles de sorra, matolls o grups de pedres, on pon 2 – 5 ous (generalment 3).

## Alimentació
S'alimenta principalment de llavors que plega per terra. També menja insectes i altres invertebrats petits.

## Llista de subespècies
Se n'han descrit tres subespècies:
- Ammomanes cinctura arenicolor (Sundevall) 1850. Àfrica Septentrional, Sinaí i Península aràbiga.
- Ammomanes cinctura cinctura (Gould) 1839. Illes de Cap Verd.
- Ammomanes cinctura zarudnyi Hartert 1902. Des d'Iraq fins a Pakistan